# 24h Le Mans 1985

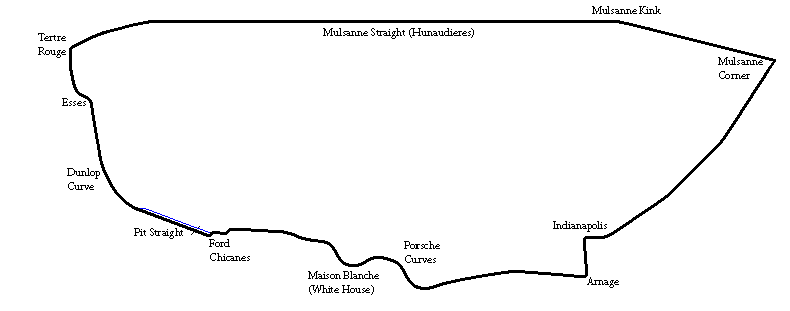
Tor Circuit de la Sarthe

24h Le Mans 1985 – 24–godzinny wyścig rozegrany na torze Circuit de la Sarthe w dniach 15–16 czerwca 1985 roku.

## Wyniki
Źródło: experiencelemans.com
| Poz.  | Klasa | Nr  | Zespół                                  | Kierowcy                                                     | Nadwozie                            | Opony | Okr. |
| Poz.  | Klasa | Nr  | Zespół                                  | Kierowcy                                                     | Silnik                              | Opony | Okr. |
| ----- | ----- | --- | --------------------------------------- | ------------------------------------------------------------ | ----------------------------------- | ----- | ---- |
| 1     | C1    | 7   | New-Man Joest Racing                    | Klaus Ludwig Paolo Barilla „John Winter”                     | Porsche 956B                        | D     | 374  |
| 1     | C1    | 7   | New-Man Joest Racing                    | Klaus Ludwig Paolo Barilla „John Winter”                     | Porsche Type-935 2.6 L Turbo Flat-6 | D     | 374  |
| 2     | C1    | 14  | Richard Lloyd Racing                    | Jonathan Palmer James Weaver Richard Lloyd                   | Porsche 956 GTi                     | G     | 371  |
| 2     | C1    | 14  | Richard Lloyd Racing                    | Jonathan Palmer James Weaver Richard Lloyd                   | Porsche Type-935 2.6 L Turbo Flat-6 | G     | 371  |
| 3     | C1    | 2   | Rothmans Porsche                        | Derek Bell Hans-Joachim Stuck                                | Porsche 962C                        | D     | 367  |
| 3     | C1    | 2   | Rothmans Porsche                        | Derek Bell Hans-Joachim Stuck                                | Porsche Type-935 2.6 L Turbo Flat-6 | D     | 367  |
| 4     | C1    | 33  | John Fitzpatrick Racing                 | Jo Gartner David Hobbs Guy Edwards                           | Porsche 956B                        | Y     | 366  |
| 4     | C1    | 33  | John Fitzpatrick Racing                 | Jo Gartner David Hobbs Guy Edwards                           | Porsche Type-935 2.6 L Turbo Flat-6 | Y     | 366  |
| 5     | C1    | 10  | Porsche Kremer Racing                   | Mario Hytten George Fouché Sarel van der Merwe               | Porsche 956B                        | G     | 361  |
| 5     | C1    | 10  | Porsche Kremer Racing                   | Mario Hytten George Fouché Sarel van der Merwe               | Porsche Type-935 2.6 L Turbo Flat-6 | G     | 361  |
| 6     | C1    | 4   | Martini Lancia                          | Bob Wollek Alessandro Nannini Lucio Cesario                  | Lancia LC2                          | M     | 360  |
| 6     | C1    | 4   | Martini Lancia                          | Bob Wollek Alessandro Nannini Lucio Cesario                  | Ferrari 308C 3.0 L Turbo V8         | M     | 360  |
| 7     | C1    | 5   | Martini Lancia                          | Henri Pescarolo Mauro Baldi                                  | Lancia LC2                          | M     | 358  |
| 7     | C1    | 5   | Martini Lancia                          | Henri Pescarolo Mauro Baldi                                  | Ferrari 308C 3.0 L Turbo V8         | M     | 358  |
| 8     | C1    | 26  | Obermaier Racing Team                   | Jürgen Lässig Jesús Pareja Hervé Regout                      | Porsche 956                         | G     | 357  |
| 8     | C1    | 26  | Obermaier Racing Team                   | Jürgen Lässig Jesús Pareja Hervé Regout                      | Porsche Type-935 2.6 L Turbo Flat-6 | G     | 357  |
| 9     | C1    | 11  | Porsche Kremer Racing                   | Jean-Pierre Jarier Mike Thackwell Franz Konrad               | Porsche 962C                        | G     | 356  |
| 9     | C1    | 11  | Porsche Kremer Racing                   | Jean-Pierre Jarier Mike Thackwell Franz Konrad               | Porsche Type-935 2.6 L Turbo Flat-6 | G     | 356  |
| 10    | C1    | 1   | Rothmans Porsche                        | Jacky Ickx Jochen Mass                                       | Porsche 962C                        | D     | 348  |
| 10    | C1    | 1   | Rothmans Porsche                        | Jacky Ickx Jochen Mass                                       | Porsche Type-935 2.6 L Turbo Flat-6 | D     | 348  |
| 11    | C1    | 66  | EMKA Productions, Ltd.                  | Tiff Needell Steve O’Rourke Nick Faure                       | EMKA C84/1                          | D     | 338  |
| 11    | C1    | 66  | EMKA Productions, Ltd.                  | Tiff Needell Steve O’Rourke Nick Faure                       | Aston Martin-Tickford 5.3 L V8      | D     | 338  |
| 12    | C1    | 36  | Tom’s Team                              | Satoru Nakajima Masanori Sekiya Kaoru Hoshino                | TOM’s 85C-L                         | B     | 330  |
| 12    | C1    | 36  | Tom’s Team                              | Satoru Nakajima Masanori Sekiya Kaoru Hoshino                | Toyota 4T-GT 2.1 L Turbo I4         | B     | 330  |
| 13    | GTP   | 44  | Jaguar Group 44                         | Bob Tullius Chip Robinson Claude Ballot-Léna                 | Jaguar XJR-5                        | G     | 324  |
| 13    | GTP   | 44  | Jaguar Group 44                         | Bob Tullius Chip Robinson Claude Ballot-Léna                 | Jaguar 6.0 L V12                    | G     | 324  |
| 14    | C2    | 70  | Spice Engineering                       | Gordon Spice Ray Bellm Mark Galvin                           | Spice-Tiga GC85                     | A     | 312  |
| 14    | C2    | 70  | Spice Engineering                       | Gordon Spice Ray Bellm Mark Galvin                           | Ford Cosworth DFL 3.3 L V8          | A     | 312  |
| 15    | B     | 151 | Helmut Gall                             | Edgar Dören Martin Birrane Jean-Paul Libert                  | BMW M1                              | A     | 307  |
| 15    | B     | 151 | Helmut Gall                             | Edgar Dören Martin Birrane Jean-Paul Libert                  | BMW M88 3.5 L I6                    | A     | 307  |
| 16    | C2    | 75  | ADA Engineering                         | Ian Harrower Steve Earle John Sheldon                        | Gebhardt JC843                      | A     | 299  |
| 16    | C2    | 75  | ADA Engineering                         | Ian Harrower Steve Earle John Sheldon                        | Ford Cosworth DFL 3.3 L V8          | A     | 299  |
| 17    | C1    | 42  | WM Peugeot                              | Michel Pignard Jean-Daniel Raulet Jean Rondeau               | WM P83B                             | M     | 299  |
| 17    | C1    | 42  | WM Peugeot                              | Michel Pignard Jean-Daniel Raulet Jean Rondeau               | Peugeot PRV 2.6 L Turbo V6          | M     | 299  |
| 18    | C1    | 39  | Bussi Racing                            | Bruno Sotty Jean-Claude Justice Patrick Oudet                | Rondeau M382                        | D     | 291  |
| 18    | C1    | 39  | Bussi Racing                            | Bruno Sotty Jean-Claude Justice Patrick Oudet                | Ford Cosworth DFL 3.3 L V8          | D     | 291  |
| 19    | C2    | 86  | Mazdaspeed Co. Ltd.                     | Dave Kennedy Philippe Martin Jean-Michel Martin              | Mazda 737C                          | D     | 283  |
| 19    | C2    | 86  | Mazdaspeed Co. Ltd.                     | Dave Kennedy Philippe Martin Jean-Michel Martin              | Mazda 13B 1.3 L 2-Rotor             | D     | 283  |
| 20    | C1    | 13  | Primagaz                                | Yves Courage Alain de Cadenet Jean-François Yvon             | Cougar C12                          | M     | 279  |
| 20    | C1    | 13  | Primagaz                                | Yves Courage Alain de Cadenet Jean-François Yvon             | Porsche Type-935 2.6 L Turbo Flat-6 | M     | 279  |
| 21    | C2    | 99  | Roy Baker Promotions Ford               | Paul Smith Will Hoy Nick Nicholson                           | Tiga GC285                          | A     | 274  |
| 21    | C2    | 99  | Roy Baker Promotions Ford               | Paul Smith Will Hoy Nick Nicholson                           | Ford Cosworth BDT 1.7 L Turbo I4    | A     | 274  |
| 22    | C1    | 34  | Kreepy Krauly Racing                    | Graham Duxbury Christian Danner Almo Coppelli                | March 85G                           | Y     | 270  |
| 22    | C1    | 34  | Kreepy Krauly Racing                    | Graham Duxbury Christian Danner Almo Coppelli                | Porsche Type-935 2.6 L Turbo Flat-6 | Y     | 270  |
| 23    | C2    | 95  | Roland Bassaler                         | Roland Bassaler Dominique Lacaud Yvon Tapy                   | Sauber SHS C6                       | A     | 268  |
| 23    | C2    | 95  | Roland Bassaler                         | Roland Bassaler Dominique Lacaud Yvon Tapy                   | BMW M88 3.5 L I6                    | A     | 268  |
| 24    | C2    | 85  | Mazdaspeed Co. Ltd.                     | Yoshimi Katayama Yōjirō Terada Takashi Yorino                | Mazda 737C                          | D     | 264  |
| 24    | C2    | 85  | Mazdaspeed Co. Ltd.                     | Yoshimi Katayama Yōjirō Terada Takashi Yorino                | Mazda 13B 1.3 L 2-Rotor             | D     | 264  |
| 25 DK | C1    | 41  | WM Peugeot                              | Patrick Gaillard Pascal Pessiot Dominique Fornage            | WM P83B                             | M     | 267  |
| 25 DK | C1    | 41  | WM Peugeot                              | Patrick Gaillard Pascal Pessiot Dominique Fornage            | Peugeot PRV 2.6 L Turbo V6          | M     | 267  |
| 26 NS | C2    | 77  | Spice Engineering                       | Tim Lee-Davey Neil Crang Tony Lanfranchi                     | Tiga GC84                           | D     | 226  |
| 26 NS | C2    | 77  | Spice Engineering                       | Tim Lee-Davey Neil Crang Tony Lanfranchi                     | Ford Cosworth DFV 3.0 L V8          | D     | 226  |
| 27 NS | C2    | 74  | Team Labatt Gebhardt Engineering        | Frank Jelinski John Graham Nick Adams                        | Gebhardt JC853                      | A     | 224  |
| 27 NS | C2    | 74  | Team Labatt Gebhardt Engineering        | Frank Jelinski John Graham Nick Adams                        | Ford Cosworth DFV 3.0 L V8          | A     | 224  |
| 28 NS | C2    | 98  | Roy Baker Promotions Ford               | François Duret David Andrews Duncan Bain                     | Tiga GC284                          | A     | 150  |
| 28 NS | C2    | 98  | Roy Baker Promotions Ford               | François Duret David Andrews Duncan Bain                     | Ford Cosworth BDT 1.7 L Turbo I4    | A     | 150  |
| 29 NS | C2    | 93  | Automobiles Louis Descartes             | Louis Descartes Jacques Heuclin Daniel Hubert                | ALD 01                              | A     | 141  |
| 29 NS | C2    | 93  | Automobiles Louis Descartes             | Louis Descartes Jacques Heuclin Daniel Hubert                | BMW M88 3.5 L I6                    | A     | 141  |
| 30 NU | C1    | 18  | Brun Motorsport                         | Massimo Sigala Oscar Larrauri Gabriele Tarquini              | Porsche 956                         | D     | 323  |
| 30 NU | C1    | 18  | Brun Motorsport                         | Massimo Sigala Oscar Larrauri Gabriele Tarquini              | Porsche Type-935 2.6 L Turbo Flat-6 | D     | 323  |
| 31 NU | C1    | 19  | Brun Motorsport                         | Walter Brun Joël Gouhier Didier Theys                        | Porsche 962C                        | D     | 304  |
| 31 NU | C1    | 19  | Brun Motorsport                         | Walter Brun Joël Gouhier Didier Theys                        | Porsche Type-935 2.6 L Turbo Flat-6 | D     | 304  |
| 32 NU | C1    | 3   | Rothmans Porsche                        | Al Holbert Vern Schuppan John Watson                         | Porsche 962C                        | D     | 299  |
| 32 NU | C1    | 3   | Rothmans Porsche                        | Al Holbert Vern Schuppan John Watson                         | Porsche Type-935 2.6 L Turbo Flat-6 | D     | 299  |
| 33 NU | C1    | 31  | Primagaz                                | Pierre Yver Pierre-François Rousselot François Sérvanin      | Rondeau M382                        | D     | 286  |
| 33 NU | C1    | 31  | Primagaz                                | Pierre Yver Pierre-François Rousselot François Sérvanin      | Ford Cosworth DFV 3.0 L V8          | D     | 286  |
| 34 NU | C1    | 8   | New-Man Joest Racing                    | Paul Belmondo Mauricio de Narváez Kenper Miller              | Porsche 956                         | D     | 277  |
| 34 NU | C1    | 8   | New-Man Joest Racing                    | Paul Belmondo Mauricio de Narváez Kenper Miller              | Porsche Type-935 2.6 L Turbo Flat-6 | D     | 277  |
| 35 NU | C2    | 80  | Carma F.F.                              | Martino Finotto Aldo Bertuzzi Guido Daccò                    | Alba AR6                            | A     | 228  |
| 35 NU | C2    | 80  | Carma F.F.                              | Martino Finotto Aldo Bertuzzi Guido Daccò                    | Carma FF 1.9 L Turbo I4             | A     | 228  |
| 36 NU | GTP   | 40  | Jaguar Group 44                         | Brian Redman Hurley Haywood Jim Adams                        | Jaguar XJR-5                        | G     | 151  |
| 36 NU | GTP   | 40  | Jaguar Group 44                         | Brian Redman Hurley Haywood Jim Adams                        | Jaguar 6.0 L V12                    | G     | 151  |
| 37 NU | C1    | 67  | Jean-Philippe Grand                     | Patrick Gonin Pascal Witmeur Pierre de Thoisy                | Rondeau M482                        | M     | 143  |
| 37 NU | C1    | 67  | Jean-Philippe Grand                     | Patrick Gonin Pascal Witmeur Pierre de Thoisy                | Ford Cosworth DFL 3.3 L V8          | M     | 143  |
| 38 NU | C1    | 38  | Dome Team                               | Eje Elgh Geoff Lees Toshio Suzuki                            | Dome 85C-L                          | D     | 141  |
| 38 NU | C1    | 38  | Dome Team                               | Eje Elgh Geoff Lees Toshio Suzuki                            | Toyota 4T-GT 2.1 L Turbo I4         | D     | 141  |
| 39 NU | C2    | 90  | Jens Winther Denmark                    | Jens Winther David Mercer Margie Smith-Haas                  | URD C83                             | A     | 141  |
| 39 NU | C2    | 90  | Jens Winther Denmark                    | Jens Winther David Mercer Margie Smith-Haas                  | BMW M88 3.5 L I6                    | A     | 141  |
| 40 NU | B     | 157 | Angelo Pallavicini                      | Enzo Calderari Angelo Pallavicini Marco Vanoli               | BMW M1                              | A     | 116  |
| 40 NU | B     | 157 | Angelo Pallavicini                      | Enzo Calderari Angelo Pallavicini Marco Vanoli               | BMW M88 3.5 L I6                    | A     | 116  |
| 41 NU | B     | 156 | Raymond Touroul Team                    | Raymond Touroul Thierry Perrier Philippe Dermagne            | Porsche 911SC                       | P     | 107  |
| 41 NU | B     | 156 | Raymond Touroul Team                    | Raymond Touroul Thierry Perrier Philippe Dermagne            | Porsche 3.0 L Flat-6                | P     | 107  |
| 42 NU | C1    | 43  | WM Peugeot                              | Claude Haldi Roger Dorchy Jean-Claude Andruet                | WM P83B                             | M     | 73   |
| 42 NU | C1    | 43  | WM Peugeot                              | Claude Haldi Roger Dorchy Jean-Claude Andruet                | Peugeot PRV 2.8 L Turbo V6          | M     | 73   |
| 43 NU | C2    | 104 | Ecurie Blanchet Locatop                 | Michel Dubois Hubert Striebig Noël del Bello                 | Rondeau M379                        | A     | 65   |
| 43 NU | C2    | 104 | Ecurie Blanchet Locatop                 | Michel Dubois Hubert Striebig Noël del Bello                 | Ford Cosworth DFV 3.0 L V8          | A     | 65   |
| 44 NU | C1    | 24  | Cheetah Automobiles Switzerland         | Bernard de Dryver Claude Bourgoignie John Cooper             | Cheetah G604                        | D     | 53   |
| 44 NU | C1    | 24  | Cheetah Automobiles Switzerland         | Bernard de Dryver Claude Bourgoignie John Cooper             | Aston Martin-Tickford 5.3 L V8      | D     | 53   |
| 45 NU | C2    | 79  | Ecurie Ecosse                           | Mike Wilds Ray Mallock David Leslie                          | Ecosse C285                         | A     | 45   |
| 45 NU | C2    | 79  | Ecurie Ecosse                           | Mike Wilds Ray Mallock David Leslie                          | Ford Cosworth DFV 3.0 L V8          | A     | 45   |
| 46 NU | C1    | 46  | Bussi Racing Roland Bassaler            | Christian Bussi Jack Griffin Marion L. Speer                 | Rondeau M482                        | M     | 36   |
| 46 NU | C1    | 46  | Bussi Racing Roland Bassaler            | Christian Bussi Jack Griffin Marion L. Speer                 | Ford Cosworth DFL 3.3 L V8          | M     | 36   |
| 47 NU | B     | 152 | Vogelsang                               | Harald Grohs Altfrid Heger Kurt König                        | BMW M1                              | A     | 32   |
| 47 NU | B     | 152 | Vogelsang                               | Harald Grohs Altfrid Heger Kurt König                        | BMW M88 3.5 L I6                    | A     | 32   |
| 48 NU | C2    | 100 | Goodmands Sound Bartlett Chevron Racing | Richard Jones Robin Smith Max Cohen-Olivar                   | Chevron B62                         | A     | 19   |
| 48 NU | C2    | 100 | Goodmands Sound Bartlett Chevron Racing | Richard Jones Robin Smith Max Cohen-Olivar                   | Ford Cosworth DFL 3.3 L V8          | A     | 19   |
| 49 NU | C2    | 82  | Grifo Autoracing                        | Paolo Giangrossi Pasquale Barberio Mario Radicella           | Alba AR3                            | D     | 5    |
| 49 NU | C2    | 82  | Grifo Autoracing                        | Paolo Giangrossi Pasquale Barberio Mario Radicella           | Ford Cosworth DFL 3.3 L V8          | D     | 5    |
| NW    | C1    | 61  | Sauber Racing                           | John Nielsen Dieter Quester Max Welti                        | Sauber C8                           | D     | –    |
| NW    | C1    | 61  | Sauber Racing                           | John Nielsen Dieter Quester Max Welti                        | Mercedes-Benz M117 5.0 L Turbo V8   | D     | –    |
| NW    | C2    | 81  | Carma F.F.                              | Loris Kessel Ruggero Melgrati Aldo Bertuzzi Jean-Pierre Frey | Alba AR2                            | A     | –    |
| NW    | C2    | 81  | Carma F.F.                              | Loris Kessel Ruggero Melgrati Aldo Bertuzzi Jean-Pierre Frey | Carma FF 1.9 L Turbo I4             | A     | –    |
| NW    | C2    | 97  | Strandell Porsche                       | Stanley Dickens Martin Schanche                              | Strandell 85                        | A     | –    |
| NW    | C2    | 97  | Strandell Porsche                       | Stanley Dickens Martin Schanche                              | Porsche Type-934 3.3 L Turbo Flat-6 | A     | –    |
| NZ    | C2    | 106 | Bruno Sotty                             | Martin Wagenstetter Kurt Hild                                | Lotec C302                          | D     | –    |
| NZ    | C2    | 106 | Bruno Sotty                             | Martin Wagenstetter Kurt Hild                                | Ford Cosworth DFV 3.0 L V8          | D     | –    |
| NZ    | C1    | 55  | John Fitzpatrick Racing                 | Kenny Acheson Dudley Wood Jean-Louis Schlesser               | Porsche 962C                        | Y     | –    |
| NZ    | C1    | 55  | John Fitzpatrick Racing                 | Kenny Acheson Dudley Wood Jean-Louis Schlesser               | Porsche Type-935 2.6 L Turbo Flat-6 | Y     | –    |